# Гайнц-Мартін Еверт
Гайнц-Мартін Еверт (нім. Heinz-Martin Ewert; 12 травня 1915, Пройссіш-Голланд — 15 листопада 1980, Крефельд) — німецький офіцер, майор вермахту і бундесверу. Кавалер Лицарського хреста Залізного хреста з дубовим листям.

## Біографія
1 квітня 1933 року вступив в 12-й піхотний полк. З 1 жовтня 1937 року — викладач піхотного училища в Деберіці. З 1 лютого 1940 року — командир 8-ї роти 2-го піхотного полку 11-ї піхотної дивізії. Учасник Французької кампанії. З 23 червня 1941 року — командир 2-го батальйону свого полку, з яким взяв участь в Німецько-радянській війні. Відзначився у боях в районі Ладозького озера. 23 листопада 1943 року переведений в 5-е піхотне училище в Позені. Відзначився при обороні міста від радянських військ. 23 лютого 1945 року взятий в полон радянськими військами. В кінці 1949 року звільнений. Служив в бундесвері. В 1961 році вийшов у відставку.

## Нагороди
- Медаль «За вислугу років у Вермахті» 4-го класу (4 роки)
- Залізний хрест
  - 2-го класу (7 червня 1940)
  - 1-го класу (2 серпня 1941)
- Лицарський хрест Залізного хреста з дубовим листям
  - лицарський хрест (23 листопада 1941)
  - дубове лится (№750; 22 лютого 1945)
- Штурмовий піхотний знак в сріблі (22 січня 1942)
- Медаль «За зимову кампанію на Сході 1941/42» (15 серпня 1942)
- Німецький хрест в золоті (2 жовтня 1943)